# 델 스테이지 UI
델 스테이지(Stage) UI는 미국의 컴퓨터 회사 델의 안드로이드 운영체제의 사용자 인터페이스다.

## 특징
원래 스트릭이 5인치 화면으로 당시 경쟁제품보다 큰 화면을 사용했기 때문에 가로 인터페이스가 발달하였다. 앱 서랍은 상단 바에 시작버튼처럼 열 수 있는 구조를 가지고 있다.

## 다른 기종
- 스트릭
- 스트릭 7
- 베뉴

## 같이 보기
- 델
- 다른 안드로이드 기기 제조사들의 플랫폼
  - 삼성 터치위즈
  - HTC 센스
  - 모토블러 - 모토로라
  - 소니 레이첼 UI
  - LG 옵티머스 UI
  - 팬택 플럭스
  - KT테크 테이크 UI
  - 샤프 필 UX
  - 화웨이 이모션 UI
  - MIUI
  - NTT도코모 팔레트 UI